# Паркерсбург (Ајова)
Паркерсбург (енгл. Parkersburg) град је у америчкој савезној држави Ајова. По попису становништва из 2010. у њему је живело 1.870 становника.

## Демографија
Према попису становништва из 2010. у граду је живело 1.870 становника, што је -19 (-1.0%) становника више него 2000. године.
| Група             | 2000.         | 2010.         |
| Белци             | 1.862 (98,6%) | 1.833 (98,0%) |
| Афроамериканци    | 2 (0,1%)      | 4 (0,2%)      |
| Азијати           | 1 (0,1%)      | 4 (0,2%)      |
| Хиспаноамериканци | 10 (0,5%)     | 19 (1,0%)     |
| Укупно            | 1.889         | 1.870         |